# Štírci
Štírci (Pseudoscorpiones) jsou řádem bezobratlých živočichů ze třídy pavoukovců, kmene členovců.

## Popis
Jejich tělo je nestejnocenně článkované. Jejich nejmohutnějšími končetinami jsou klepítkovitě zakončená makadla, do kterých ústí jedová žláza. Chelicery jsou též klepítkovité, ale zcela nenápadně umístěné na začátku těla. Vyúsťují na nich snovací žlázy (tedy na opačném konci těla než jak je tomu u pavouků). Dýchají vzdušnicemi. Živí se dravě, loví drobné členovce, zejména roztoče a pisivky. Dorůstají velikosti asi 5 mm (max 7 mm). Všechny články zadečku, který je oválného tvaru a nasedá na hlavohruď celou svou šíří, jsou stejně široké.

## Výskyt
Se štírky se nejčastěji můžeme setkat pod kůrou stromů, nebo v listové opadance. Žijí také v půdě, mechu, hnízdech ptáků i savců (v kurnících i holubnících), ve skladech i domácnostech. Občas se mohou vyskytnout i ve včelínech, kde jsou vítaní, neboť zde hubí již zmíněné roztoče. K šíření na větší vzdálenosti využívají štírci foreze. (Pomocí pedipalp se přichytí na létající hmyz, který je přenese.)

## Rozmnožování
Sperma je u štírků samicím předáváno bez potřeby jakýchkoliv speciálních kopulačních orgánů. Sameček vypustí z pohlavního otvoru spermatofor obalený tuhnoucím sekretem, z něhož se též vytváří dlouhá stopka ukotvující spermatofor k podkladu. Samička si spermatofor nasune do svého pohlavního otvoru během zvláštního rituálu, kdy se se samečkem navzájem drží makadly. Pohlavní otvor se nalézá stejně jako u pavouků na 8. článku těla.

## Zástupci
Celkem je známo asi 3000 druhů, z toho 25 se vyskytuje v Česku.
- Štírek obecný (Chelifer cancroides) je kosmopolitně rozšířen téměř po celém světě. Žije pod kůrou stromů a někdy i v hnízdech. Dorůstá 2–4 mm.
- Štírek knihový (Cheiridium museorum) žije pod kameny, kůrou stromů, v ptačích hnízdech, ale také často ve skladech a lidských sídlech. Živí se zde členovci – škůdci potravin a papíru (pisivkami, roztoči, larvami brouků). Je necelé 2 mm velký.